# Omer Wattez
Lodewijk Omer Wattez (Schorisse, 9 februari 1857 – Sint-Lambrechts-Woluwe, 26 maart 1935) was een Vlaamse schrijver, vertaler en flamingant.

## Familiebetrekkingen
Hij was de zoon van bakker en handelaar Camille Wattez (geb. 1822) en Perpétua Vander Mynsbrugghe (1830-1875) uit Schorisse. Hij was gehuwd met Cordula Elodia Vanderstraeten (geb. 1860) uit Heurne.

## Schrijver
Wattez was een Belgische en Vlaamse schrijver van essays, gedichten, novellen, toneelstukken en vertaler van Germaanse sagen en was vooral een overtuigde Vlaming. Beroepshalve was hij onderwijzer, hoofdonderwijzer en leraar te Schorisse, Heurne, Antwerpen en Doornik.
Tijdens de Eerste Wereldoorlog schreef hij ook meerdere artikels in De Belgische Standaard

## Vlaamse Ardennen
Eerst in zijn geboortestreek en daarna in gans Vlaanderen is hij vooral bekend geworden als de grondlegger van het toerisme in Zuidoost-Vlaanderen en volgens velen de (mede)bedenker van de term Vlaamse Ardennen samen met Pol de Mont (aan de Geuzentoren in het Muziekbos). Hij streefde in die tijd al naar een evenwicht tussen mens en natuur en ageerde toen reeds tegen de vervuiling van de Schelde. Hij schreef in 1889 Een hoekje van Zuid-Vlaanderen: Oudenaarde, Ronse en omstreken (uitgegeven in 1890 door Uitgeverij Willemsfonds) en in 1914 de uitgebreidere versie De Vlaamsche Ardennen. Wandelingen en uitstapjes in het land van Oudenaarde en Ronse (Uitgeverij Vanderpoorten), die werd heruitgegeven in drie delen in 1926 en in 1985 door de stichting Omer Wattez.

## Eerbetuigingen
In 1975 werd, op initiatief van prof. Ulrich Libbrecht, de Stichting Omer Wattez opgericht, een milieuvereniging die zich de bescherming en herwaardering van de Vlaamse Ardennen ten doel stelt. Door middel van een driemaandelijks ledenblad worden de doelstellingen kenbaar gemaakt. In 1992 werd de Vlaamse Ardennen uitgeroepen tot een van de eerste vijf regionale landschappen in Vlaanderen.
Aan de Zwalmmolen in Munkzwalm staat een gedenksteen in Balegemse steen ter ere van hem. Aan zijn geboortehuis aan de Zottegemstraat 10 in Schorisse (deel van het voormalige Sint-Margriethospitaal dat werd opgericht rond 1416) hangt een herdenkingsplaquette. Er werd in Schorisse ook een bewegwijzerde 'Omer Wattezroute' voor wandelaars uitgezet. De basisschool van Schorisse en de bibliotheek van Maarkedal werden ook naar hem vernoemd. Zowel in Maarkedal als in Zottegem werd een Omer Wattezstraat ingehuldigd.

## Afbeeldingen

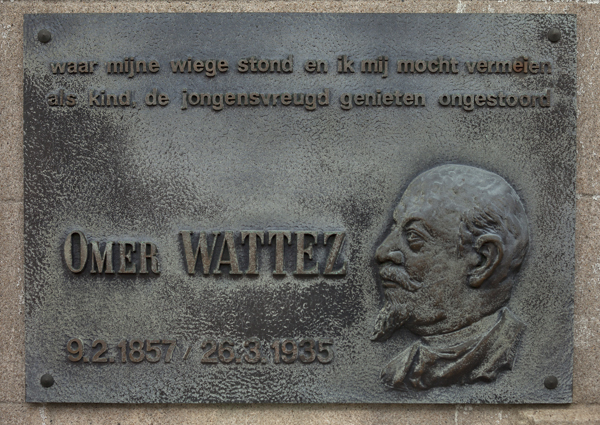
Herdenkingsplaquette geboortehuis Omer Wattez in Schorisse.
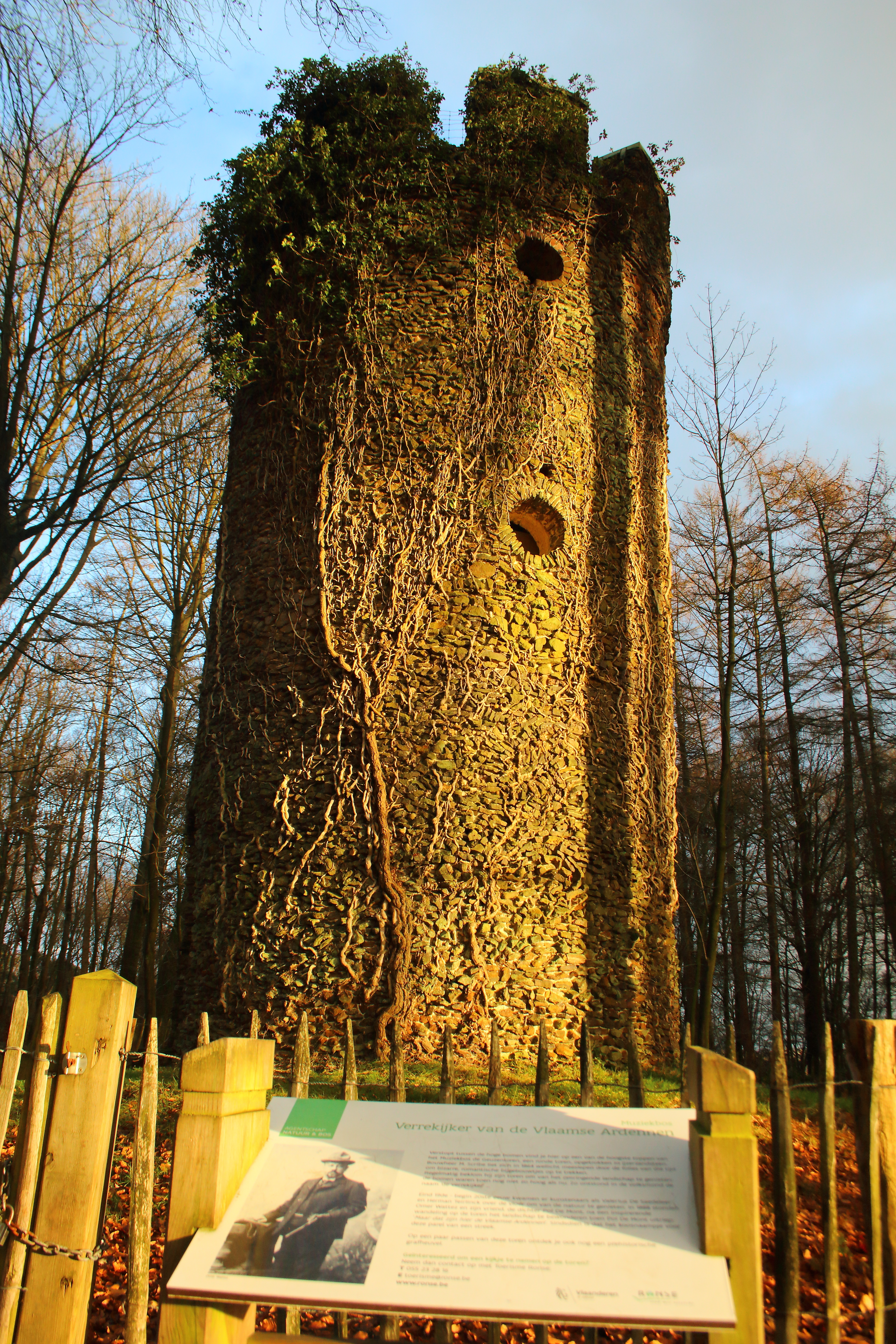
Herdenkingsplaquette Omer Wattez aan de Geuzentoren in het Muziekbos.
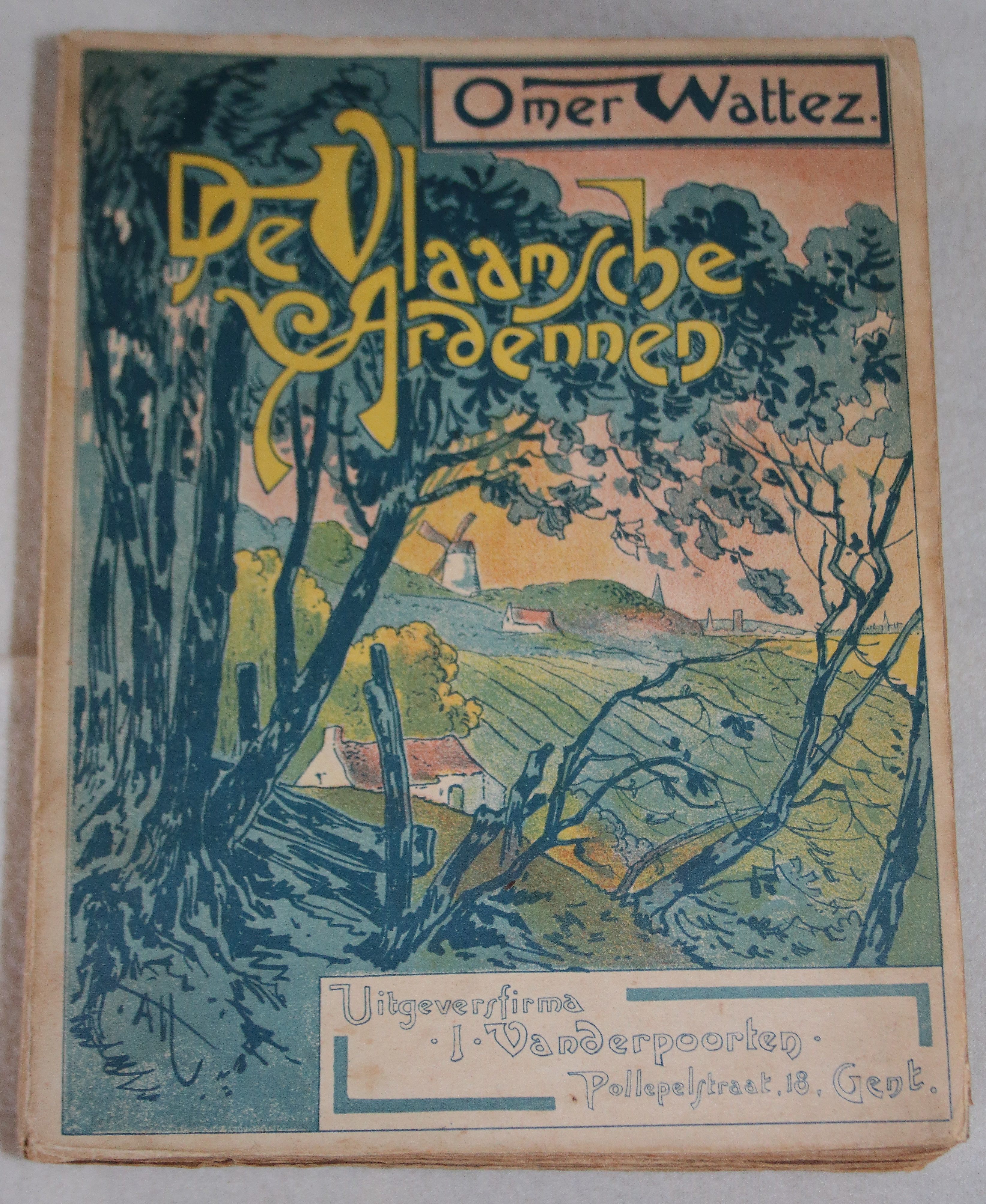
De Vlaamsche Ardennen, Omer Wattez, 1914.
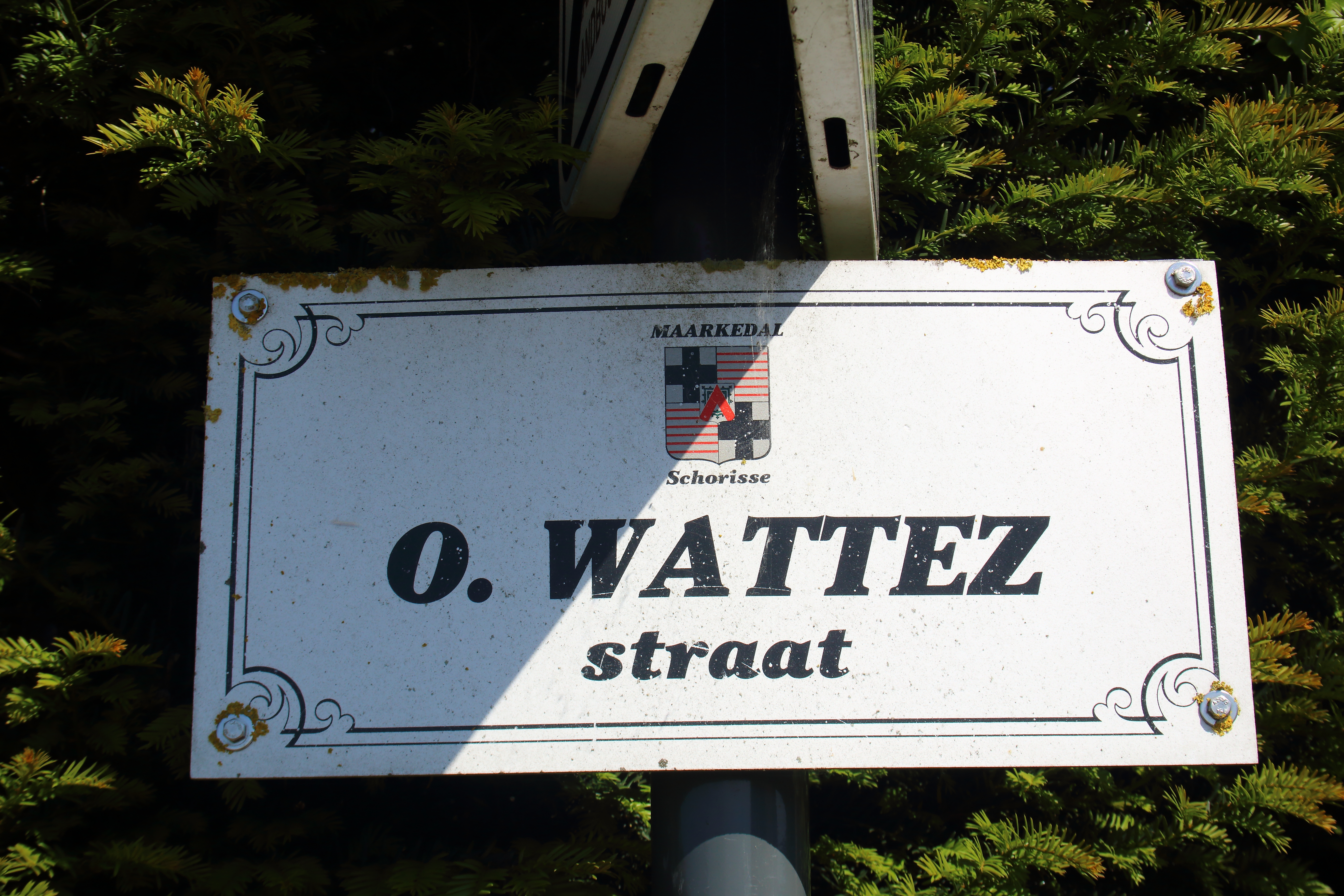
Omer Wattezstraat in Schorisse
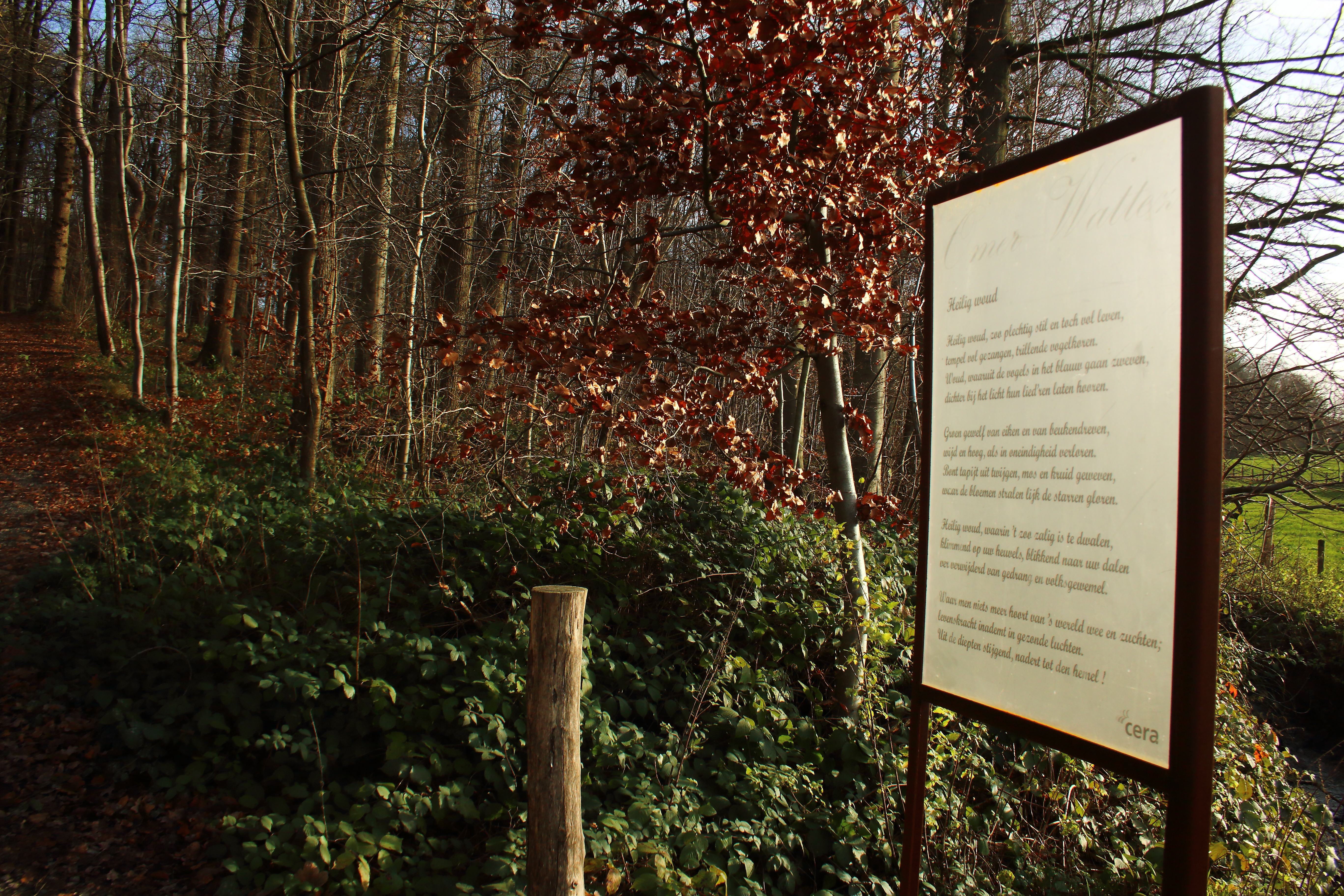
Gedicht 'Heilig Woud' van Omer Wattez aan Bos Ter Rijst
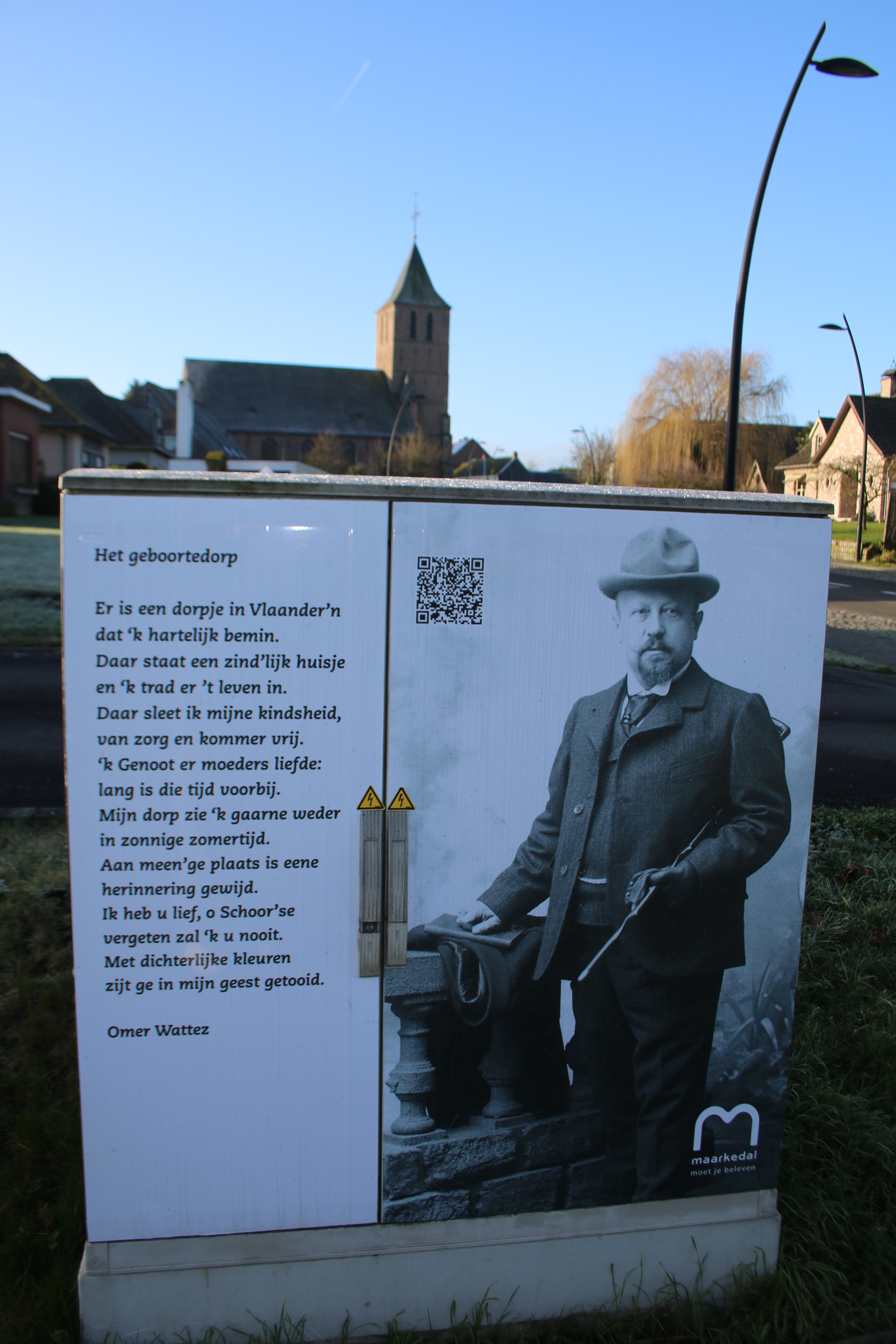
Gedicht 'Het geboortedorp' in Schorisse